# Paul Rhyzelius
Paul Rhyzelius, född 1696 i Ods socken, död 24 juli 1752 i Skara, var en svensk präst och rektor i Skara.

## Biografi
Paul Rhyzelius föddes 1696 i Ods socken. Han var son till kyrkoherden Olavus Andreæ Rhyzelius. Rhyzelius blev stunden 1715 i Uppsala. Han tog magister 1728. 1730 blev han förste kollega vid Skara skola. Rhyzelius prästvigdes 1736. Samma år anhöll han om att få bli till andra kollega vid Skara skola. Han blev 1743 konrektor och 1746 rektor. Rhyzelius avled 24 juli 1752 i Skara.

### Familj
Rhyzelius gifte sig 1739 med Margareta Blom (1712–1792). Hon var dotter till regementspastorn Johan Blom. Rhyzelius och Blom fick tillsammans barnen Märta Margareta (1731–1798), Catarina Sabin (född 1733), Sara Lisa (född 1735), Brita Maria (1737–1799), Fredrik (född 1739), Anna Lisa (född 1741), Gunborg Johanna (1744–1783) och Anders (född 1746), Ebba Christina (född 1748–1791) och Eva Ulrika (född 1750).